# 大麻地区 (江別市)
大麻地区（おおあさちく）は北海道江別市の地名で、同市を構成する地区のひとつである。

## 概要

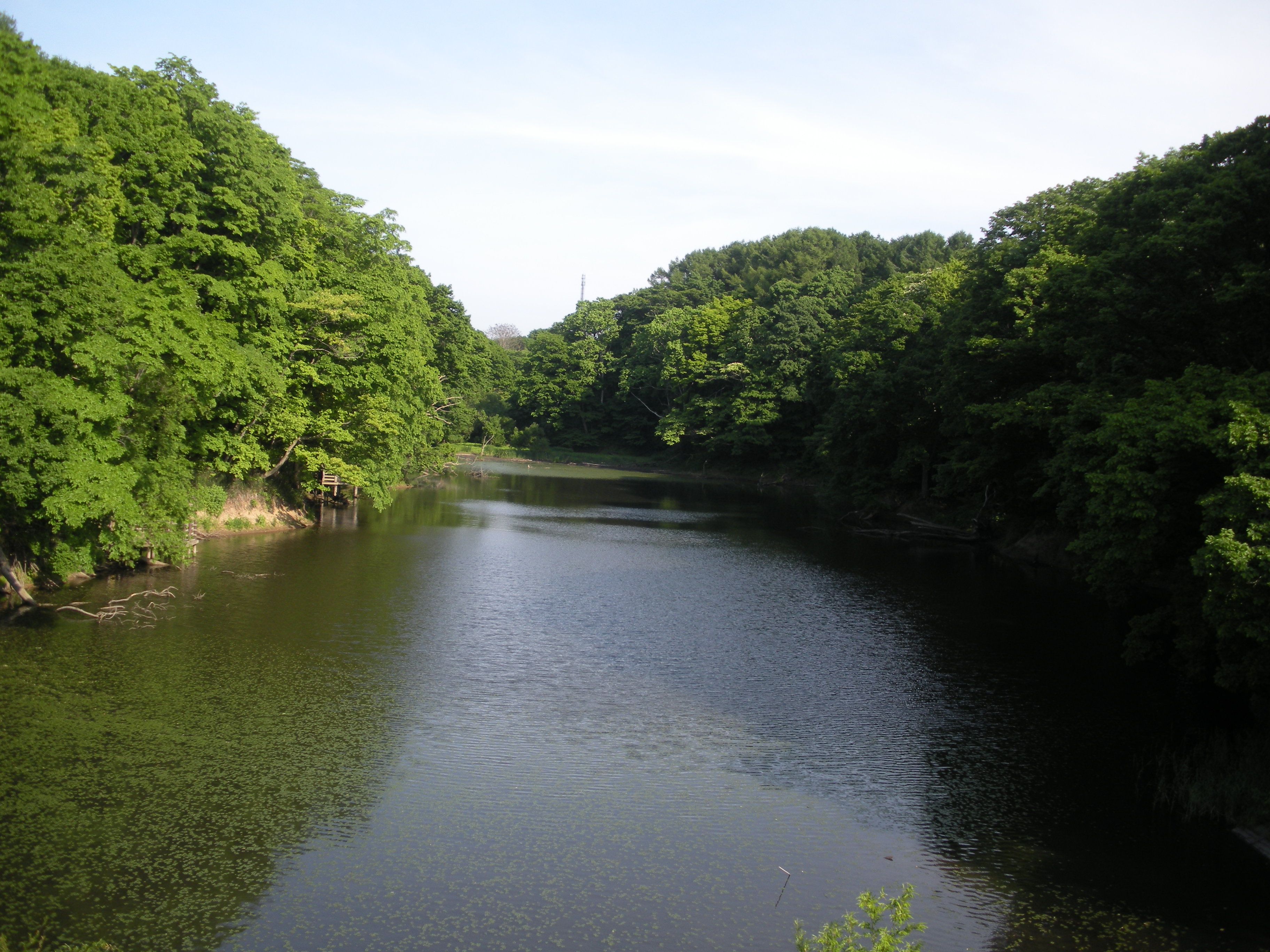
大麻中央公園の池。農村地帯だったころの溜め池の名残

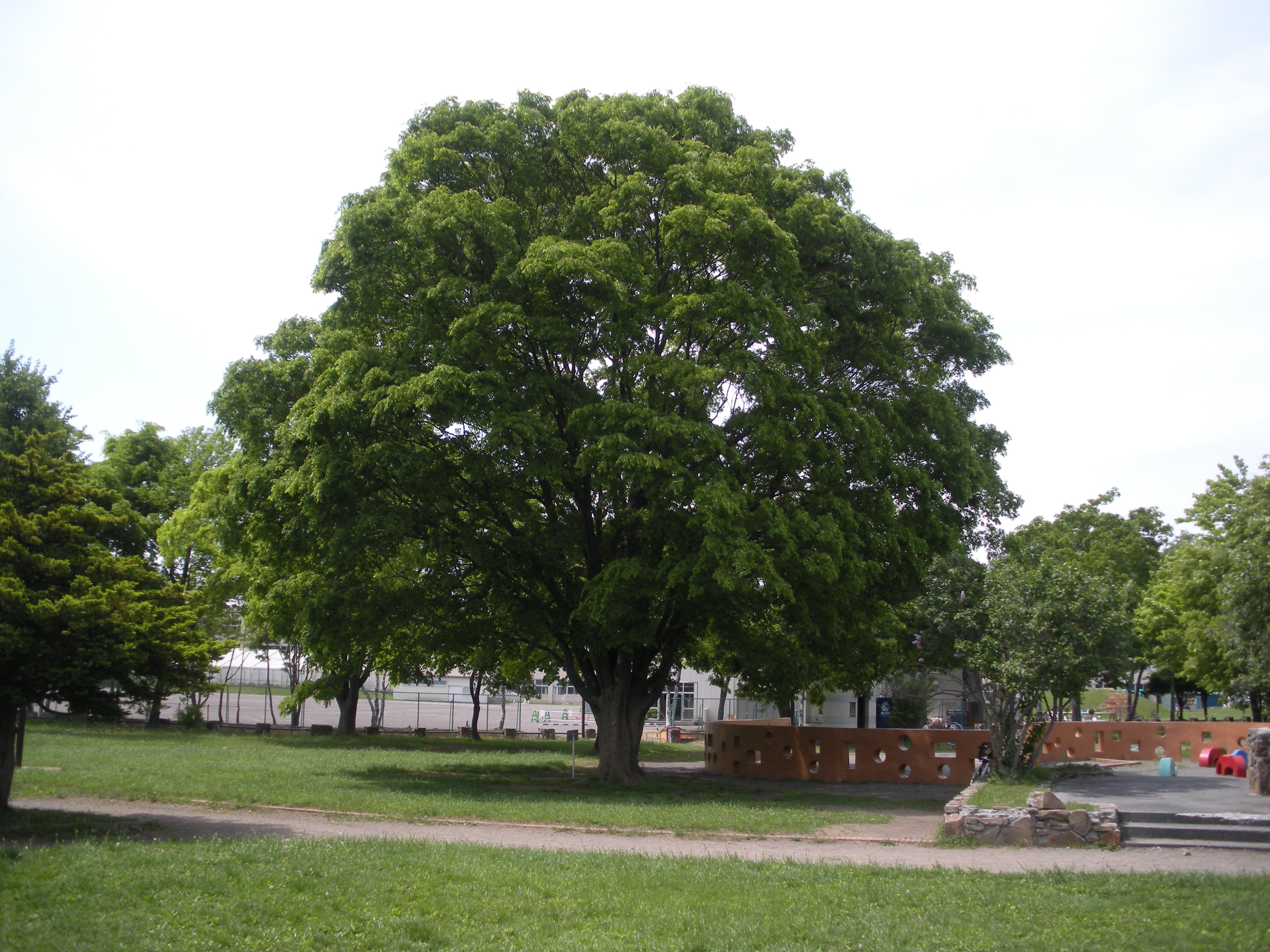
大麻東町公園のケヤキ

石狩川や豊平川、野津幌川、厚別川が形成した低湿地を北側に臨む小高い丘陵地帯。江別市中心部と札幌市のちょうど中間点に位置する。すでに縄文時代から人の生活の痕跡が見られ、地区内を流れる小河川の流域にはこの時代の遺跡が存在する。しかし明治時代に北海道の開拓が本格化するまでは、長らく原生林のままだった。その後、入植した農民によって森林は順次開拓されて畑作地帯となり、さらに札幌駅まで函館本線の電車で20分という地の利を生かし、道営大麻団地が建設された1964年前後からはベッドタウンとして大規模に開発され、札幌市など道内各地から転入者が急増し、太陽族世代~団塊の世代による、典型的なニュータウンが成立した。しかし早期に町の機能が整備完了された事もあって1975年頃には既に膠着状態となり、以後は次第に近隣や札幌市などへの転居、そして21世紀となった今日では住民の高齢化もあいまって地域の衰微が激しい。

## 地名の由来
現在の大麻一帯は、かつて3つの部落に分かれていた。各部落名の由来は以下の通り。
大曲（おおまがり）
1888年（明治21年）に完成した国道12号の旧ルートが、四番通りに接続する手前の2か所で大きく湾曲していたため。
麻畑（あさばたけ、あさはた）、または麻地（あさぢ）
1889年（明治22年）に野幌屯田兵の授産農事としてアサの栽培が奨励され、その好適地となったため。
樹林地（じゅりんち）
1901年（明治34年）に野幌屯田兵村の公有財産となり、薪炭建築用材地として使われていたため。
1905年（明治38年）、小作制度により小部落ができてこの名がついた。
1935年（昭和10年）に行われた江別町の字名改正に際して3部落が統一されたが、代表となる名称をめぐって議論が紛糾し、最終的に「大曲」と「麻畑」から一文字ずつ引用して「大麻」と称するようになった。
旧部落は以下のように再編された。
- 樹林地→第一部落
- 麻畑→第二部落
- 大曲下組→第三部落
- 大曲上組→第四部落

その後、太平洋戦争終結後の緊急開拓で低地帯に入植した十数戸が、第五部落として追加された。

## 町名
大麻地区には以下の町名がある。なお、函館本線以南の地区を文京台というが、それらも大まかな分類では大麻地区に入る。
- 大麻
- 大麻泉町
- 大麻扇町
- 大麻北町
- 大麻栄町
- 大麻桜木町
- 大麻沢町
- 大麻新町
- 大麻園町
- 大麻高町
- 大麻中町
- 大麻西町
- 大麻晴美町
- 大麻東町
- 大麻ひかり町
- 大麻南樹町
- 大麻宮町
- 大麻元町
- 文京台
- 文京台東町
- 文京台緑町
- 文京台南町

## 世帯数と人口
2023年（令和5年）12月1日現在の世帯数と人口は以下の通りである。
| 町丁         | 世帯       | 人口     |
| ------------ | ---------- | -------- |
| 大麻         | 25世帯     | 50人     |
| 大麻泉町     | 901世帯    | 1,862人  |
| 大麻扇町     | 344世帯    | 602人    |
| 大麻北町     | 556世帯    | 1,173人  |
| 大麻栄町     | 593世帯    | 1,259人  |
| 大麻桜木町   | 568世帯    | 1,316人  |
| 大麻沢町     | 692世帯    | 1,284人  |
| 大麻新町     | 638世帯    | 1,403人  |
| 大麻園町     | 1,056世帯  | 1,950人  |
| 大麻高町     | 588世帯    | 1,192人  |
| 大麻中町     | 979世帯    | 1,674人  |
| 大麻西町     | 581世帯    | 1,307人  |
| 大麻晴美町   | 261世帯    | 476人    |
| 大麻東町     | 680世帯    | 1,429人  |
| 大麻ひかり町 | 819世帯    | 1,975人  |
| 大麻南樹町   | 347世帯    | 650人    |
| 大麻宮町     | 609世帯    | 980人    |
| 大麻元町     | 629世帯    | 1,281人  |
| 文京台       | 1,742世帯  | 2,608人  |
| 文京台東町   | 1,644世帯  | 2,327人  |
| 文京台緑町   | 162世帯    | 162人    |
| 文京台南町   | 1,223世帯  | 2,346人  |
| 計           | 15,637世帯 | 29,306人 |

## 主な施設

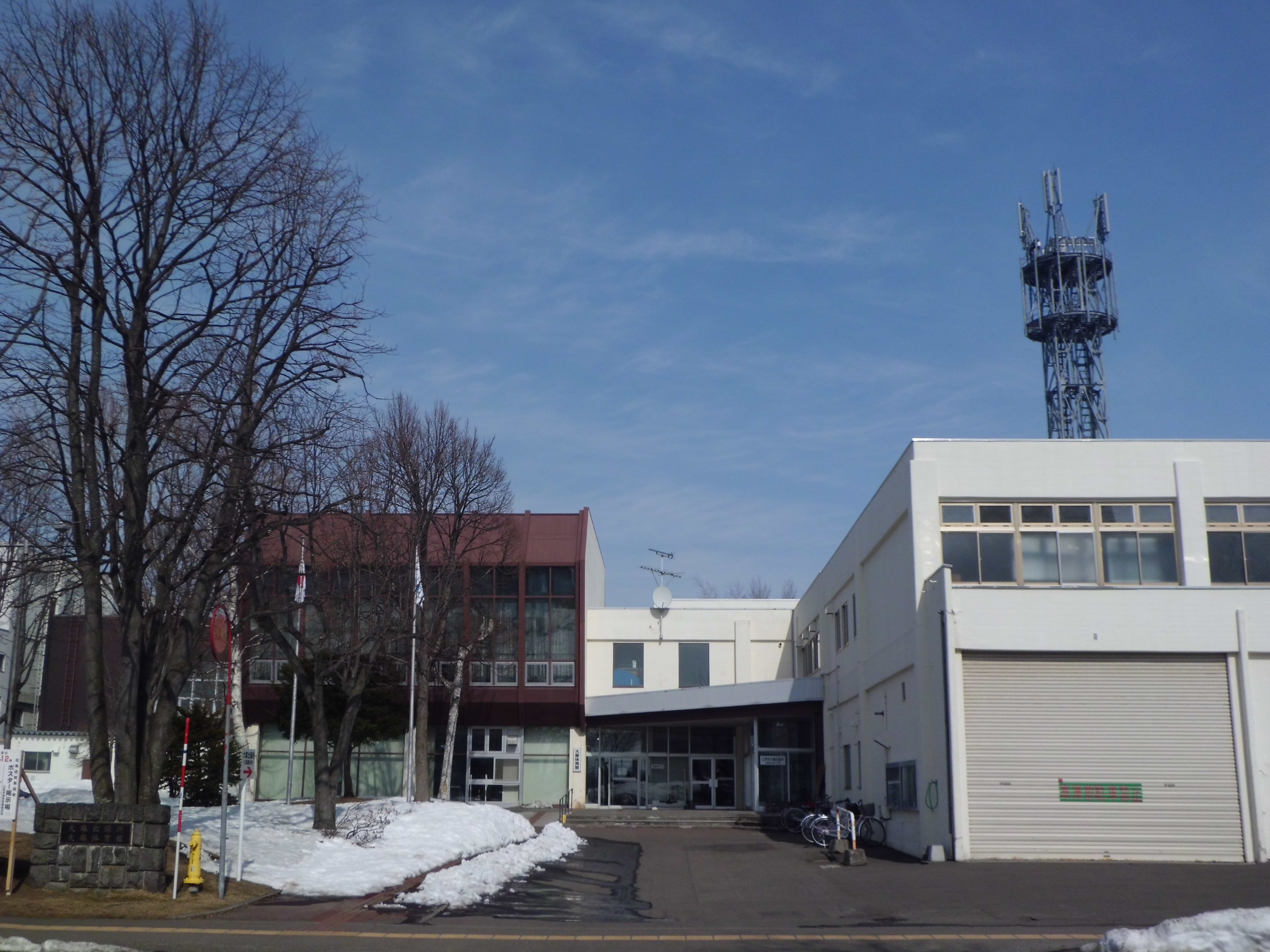
大麻出張所

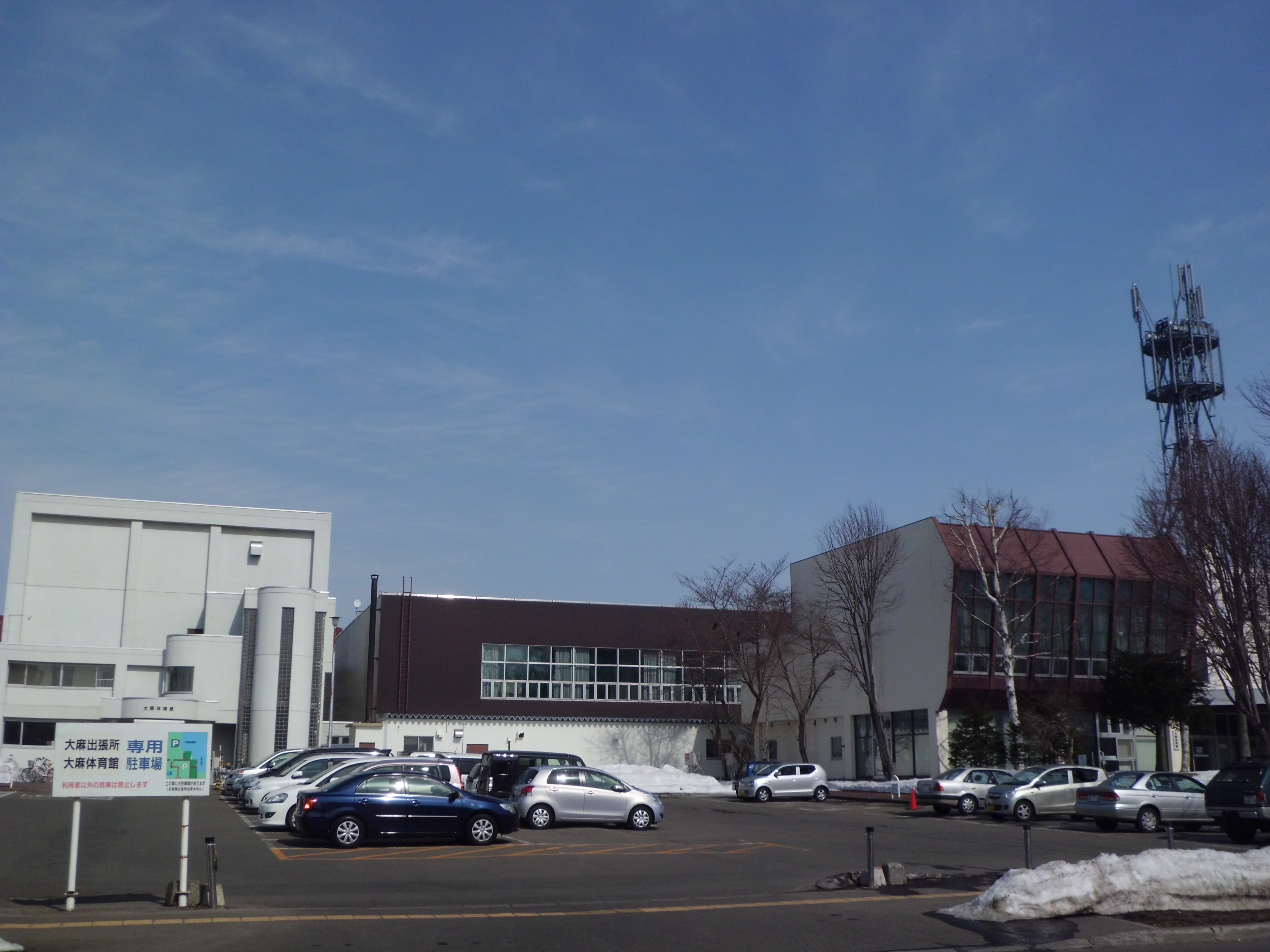
大麻体育館

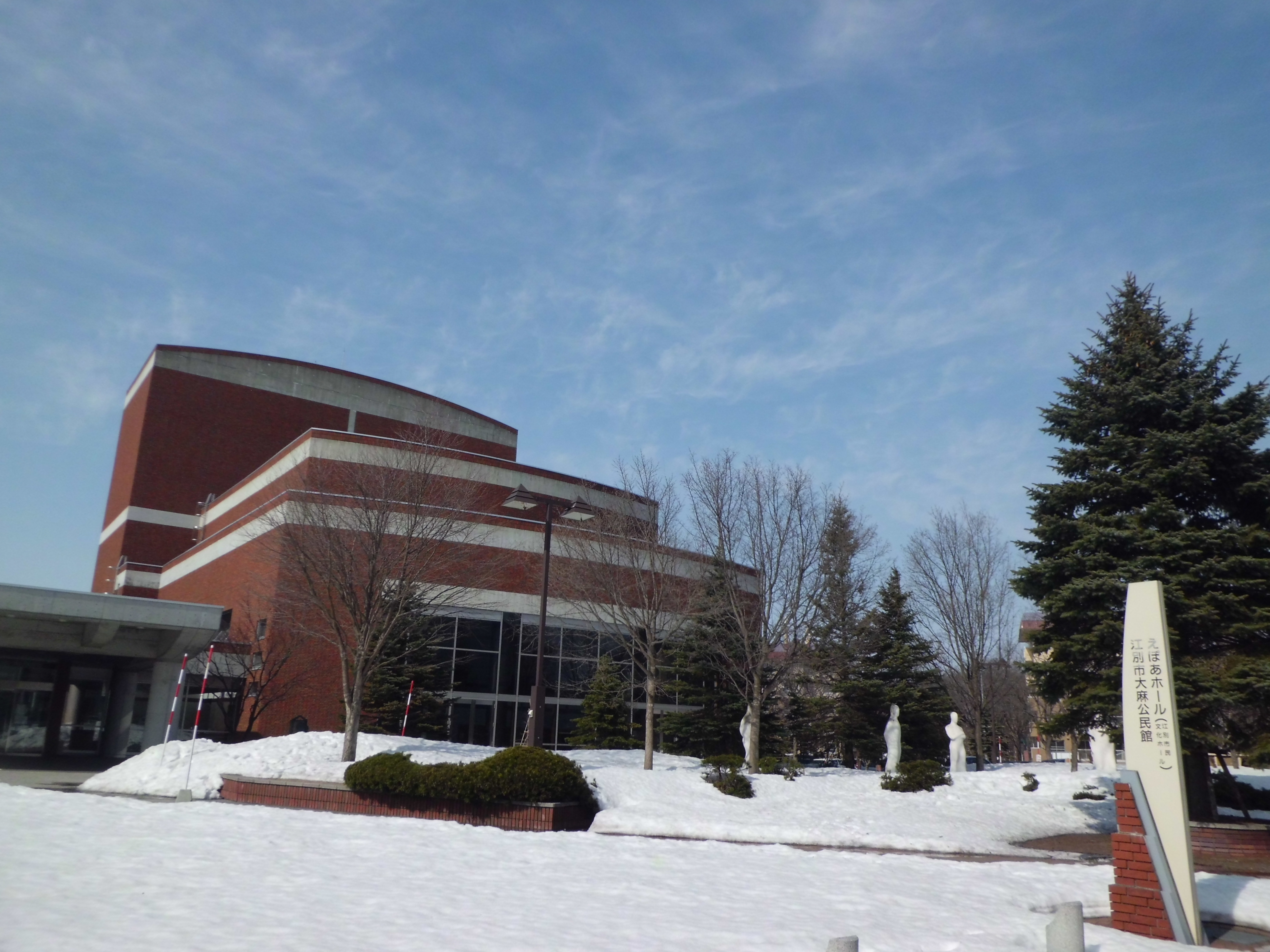
えぽあホール

### 公共・公的施設

#### 学校
大学
- 札幌学院大学江別キャンパス（文京台11）
- 北翔大学（文京台23）
- 酪農学園大学（文京台緑町582）
  - 酪農学園大学大学院絡農学研究科（文京台緑町582）
  - 酪農学園大学附属動物医療センター（文京台緑町582）

高等学校
- 北海道大麻高等学校（大麻ひかり町2-2）
- 酪農学園大学附属とわの森三愛高等学校（文京台緑町569）

中学校
- 江別市立大麻中学校（大麻宮町1-1）
- 江別市立大麻東中学校（大麻697-1）[5]

小学校
- 江別市立大麻小学校（大麻宮町2）
- 江別市立大麻西小学校（大麻扇町1）[6]
- 江別市立文京台小学校（文京台70）
- 江別市立大麻東小学校（大麻東町32）[7]
- 江別市立大麻泉小学校（大麻泉町27）[8]

その他
- 大麻ドライビングスクール
- 北海道農業協同組合学校（文京台東町43-1）

#### 社会教育施設
公民館等
- 江別市大麻公民館・江別市民文化ホール（えぽあホール）（大麻中町26-7）[9]
- 大麻集会所（大麻中町26-17）[9]
- 大麻老人憩の家（大麻中町26-4）[10]

地区センター等
- 大麻西地区センター[11]
- 文京台地区センター（文京台7-4）
- いきいきセンターさわまち（大麻沢町5-6）[12]

体育館
- 江別市大麻体育館（大麻中町26-17）[9]

図書館・文書館
- 北海道立図書館（文京台東町41）
- 北海道立文書館（文京台東町41-1）
- 江別市情報図書館大麻分館（大麻中町26-7）[13]

児童センター
- 麻の実児童センター（大麻東町14-8）[14]

#### 役所
- 江別市役所大麻出張所（大麻中町26-4）[15]

#### 郵便局
- 江別大麻郵便局（大麻中町2-48）[16]
- 江別大麻西郵便局（大麻桜木町26-1）[17]
- 江別大麻東町郵便局（大麻東町14-11）[18]

#### 警察署
- 江別警察署大麻交番（大麻中町26-1）[19]

#### 研究施設
- 北海道立教育研究所（文京台東町42）
  - 北海道立教育研究所附属理科教育センター（文京台東町42）
- 北海道立総合研究機構産業技術研究本部食品加工研究センター（文京台緑町589-4）

### 住宅

#### 道営住宅
- 道営住宅大麻沢町団地（大麻沢町6-3）[20]
- 道営住宅大麻サンゴールドヴィラ（大麻沢町1・4）[20]
- 道営住宅大麻サンゴールドヴィラⅡ（大麻沢町5-1）[20]
- 道営住宅大麻西町団地（大麻西町1,2）[21]
- 道営住宅大麻南樹町団地（大麻南樹町2から7）[22]
- 道営住宅大麻宮町団地（大麻宮町5-1他）
- 道営住宅大麻中町団地（大麻中町3から7・24・25）[23]

#### その他
- 江別市教職員アパートA・B・C（大麻栄町19-3）[24][25][26]
- UR都市機構大麻中町団地（大麻中町27から28）[27]
- UR大麻宮町団地（大麻宮町5-1他）
- 大麻東町団地（大麻東町1）[28]
- 北海道機械開発株式会社 大麻住宅（大麻晴美町10-3）[29]
- 札幌トヨペット株式会社 社員寮ルーキー100大麻（大麻晴美町10-9）[30]

### 企業・店舗
- ジョイフルエーケー大麻店（大麻198-3）[31]
- セリア ジョイフルエーケー大麻店（大麻198-3）[32]
- ドトールコーヒー ジョイフルエーケー大麻店（大麻198-3）
- どんぐり 大麻店（大麻213-2）[33]
- セイコーマート 泉町店（大麻泉町5-1）[34]
- ゲオ 江別大麻店（大麻栄町8-3）[35]
- 生活衣料館シオン 江別大麻店（大麻栄町8-38）[36]
- セブンイレブン 江別大麻桜木町（大麻桜木町8-6）[37]
- オカモトセルフ セルフ江別大麻（大麻桜木町26-4）[38]
- ほっともっと 大麻新町店（大麻新町1-2）[39]
- ニスコ進学スクール 大麻教室（大麻新町1-10）[40]
- apollostation 江別大麻SS（大麻新町7-2-3）[41]
- ファミリーマート 江別大麻新町店（大麻新町23-1）[42]
- アークス ラルズストア 大麻駅前店（大麻中町26-18）[43]
- サンドラッグ大麻駅前ラルズ店（大麻中町26-9）[44]
- 北洋銀行 野幌中央支店 大麻出張所（大麻中町26-10）[45]
- 北海道銀行 大麻支店（大麻中町26）[46]
- NTT東日本江別大麻電話交換所（大麻中町26-3）[47]
- 道央農業協同組合 大麻支店（大麻中町26-1）[48]
- 中町商店街（大麻中町1）[49]
- セブンイレブン 江別大麻晴美町（大麻晴美町10-10）[50]
- ツルハドラッグ 大麻店（大麻東町14-5）[51]
- ディスカウントストアトライアル 江別大麻店（大麻東町13-11）[52]
- 北海道信用金庫 大麻支店（大麻東町14-3）[53]
- セイコーマート 大麻東町店（大麻東町1-2）[54]
- ノルデン薬局 大麻店（大麻東町31-47）[55]
- 大麻銀座商店街（大麻東町13–11）[56]
- ツルハドラッグ 大麻中央店（大麻南樹町1-3）[57]
- バースデイ 江別店（大麻南樹町1-3）[58]
- ワークマンプラス 江別大麻店（大麻ひかり町29-18）
- スーパーアークス大麻店（大麻ひかり町30-2）
- 天ぷら倶楽部 大麻店（大麻ひかり町33-1）
- ENEOS チャレンジ三番通SS（北海道エネルギー）（大麻ひかり町42-4）
- じゅんかんコンビニ24 大麻元町店（大麻元町161-52）
- ココルクの湯（大麻元町154-15）
- ツルハドラッグ 江別文京台店（文京台31-4）
- セブン-イレブン 江別大麻店（文京台東町28-16）

### 医療・福祉

#### 幼稚園・保育園等
- 認定こども園 あけぼの（大麻栄町11-12）[59]
- おおあさ認定こども園（大麻沢町9-1）[60]
- 大麻藤認定こども園（大麻中町9）[61]
- 大麻ひかり幼稚園（大麻園町32-1）[62]
- 認定こども園大麻まんまるこども園（大麻西町15）[63]
- ゆめみの保育園（大麻東町30-10）[64]
- 誠染保育園(大麻東町26-4）[65]

#### 介護施設・老人施設
- 介護付有料老人ホームきらり（大麻北町607-2）[66]
- 介護老人保健施設はるにれ（大麻北町607-2）[66]
- 介護付有料老人ホーム花音（大麻北町607-2）[66]
- 社会福祉法人すばる（大麻北町608）[67]
- 有料老人ホーム 花ひかり（大麻晴美町10-5）[68]
- 小規模多機能ホーム みのりの丘[69]
- グループホーム冬桜（大麻東町31-5）[70]
- 介護老人保健施設 葵の園・江別（大麻南樹町1-1）[71]
- ココルクえべつ（大麻元町154）

#### 病院・クリニック等
- 高橋内科医院（大麻扇町3-7）[72]
- 中村歯科医院（大麻扇町3-5）[73]
- きたまち歯科医院（大麻北町518-76）[74]
- きたまち薬局（大麻北町519-1-2）[75]
- 在宅療養支援診療所北町クリニック（大麻北町607-2）[66]
- 大麻ファミリー歯科（大麻栄町9-13）[76]
- ウルトラ内科小児科クリニック（大麻栄町11-9）[77]
- 垣野歯科医院（大麻桜木町33-5）[78]
- むらかみ内科クリニック（大麻新町7-6）[79]
- 浦本歯科クリニック（大麻園町25-1）[80]
- そのまち歯科（大麻園町11-30）[81]
- くろだ耳鼻咽喉科クリニック（大麻中町2-1）[82]
- 三番通り歯科（大麻晴美町2-3）[83]
- 大麻内視鏡内科クリニック（大麻東町31-1）[84]
- まきうら歯科（大麻東町27-5）[85]

#### 薬局
- シダ薬局江別店（大麻新町7-17）[86]
- アルファ調剤薬局 大麻店（大麻新町22-5）[87]

### その他

#### 神社・寺
- 明勝寺（大麻桜木町20-17）[88]
- 瑞巖寺（大麻新町11-1）[89]
- 大麻神社（大麻宮町3-2）

#### 交通
- 北海道旅客鉄道 函館本線大麻駅（大麻中町50）[90]

#### 史跡・文化財等
- 大麻三遺跡（大麻元町178-14）
- 北海道林木育種場旧庁舎（文京台緑町561-1）

## 交通機関
鉄道
- 北海道旅客鉄道
  - ■函館本線 大麻駅

バス
- ジェイ・アール北海道バス（空知線）
- 北海道中央バス（江別営業所）
- 夕張鉄道（夕鉄バス）

高速道路
- 道央自動車道江別西IC

一般国道
- 国道12号

都道府県道
- 北海道道626号東雁来江別線
- 北海道道864号大麻東雁来線

## 金融機関
- 北海道信用金庫大麻支店
- 道央農業協同組合大麻支店
- 北洋銀行野幌中央支店大麻出張所
- 北海道銀行大麻支店